# Ekaitza
Ekaitza és un setmanari polític basc bilingüe (francès-euskara) creat l'abril de 1986 després de l'Aberri Eguna (diada nacional basca) com a iniciativa del partit d'esquerra abertzale EMA, en el moment en què la lluita armada proposada pel grup Iparretarrak era en efervescència.
Era difosa per Iparralde, centrada en l'actualitat abertzale, les lluites socials, mediambientals i internacionalistes, particularment concernent als països sota dominació francesa (Antilles, Kanaky, Polinèsia Francesa, etc.). Avui, malgrat els nombrosos processos judicials dels qua ha estat objecte, el setmanari, que va complir 20 anys el 2006, és independent dels dos principals partits polítics abertzales a Iparralde: Batasuna i Abertzaleen Batasuna.